# エルナン・ガリンデス
エルナン・ガリンデス（Hernán Galíndez、1987年3月30日 - ）は、エクアドルのサッカー選手。ポジションはGK。SDアウカス所属。

## 経歴
子供の頃にリオネル・メッシと対戦したことがあり、まもなくロサリオ・セントラルのユースに加入した。
2012年、レンジャーズ・デ・タルカに加入するが、まもなく母国エクアドルのCDウニベルシダ・カトリカにローン移籍した。翌2013年に完全移籍を果たし、2021年まで10年間在籍した。
2022年、クルブ・ウニベルシダ・デ・チレに加入した後、SDアウカスに加入した。

### 代表
アルゼンチン生まれだが、2019年にエクアドル国籍を取得し、2021年6月23日のペルー戦で34歳にして代表デビュー。
2022 FIFAワールドカップを戦うエクアドル代表の26人のメンバーに選出された。

## 代表歴

### 出場大会
- エクアドル代表
  - 2022 FIFAワールドカップ

### 試合数
- 国際Aマッチ 18試合 0得点（2021年-）[5]

| エクアドル代表 | 国際Aマッチ | 国際Aマッチ |
| 年             | 出場        | 得点        |
| -------------- | ----------- | ----------- |
| 2021           | 7           | 0           |
| 2022           | 8           | 0           |
| 2023           | 3           | 0           |
| 2024           |             |             |
| 通算           | 18          | 0           |